# IS-6
IS-6はソビエト連邦の重戦車である。開発時にはオブイェークト252と呼ばれた。

## 概要
1944年の夏、チェリャビンスク・キーロフ工場の第2特別設計局（SKB-2）のA・S・イェルモラーエフ技師が、第100戦車試作工場において、同設計局の前作であるIS-2をベースに開発を始め、二輌が作られたものである。
武装は48口径の新型122mm砲であるD-30Tで、IS-2のD-25Tより高初速で威力に優れていた。車体の装甲形状も見直され、全周に渡って傾斜装甲が取り入れられ、脚周りも片側六個ずつの大型転輪となり、KVやIS-2のような上部の小型転輪は使われていない。
駆動系はドイツのポルシェ博士がフェルディナント重駆逐戦車に用いていた物を参考に、B-12UディーゼルエンジンでDK-305A発電機を回し、発生した電力でモーターを駆動させるハイブリッド式であった。しかしこれは冷却能力不足が原因で試験中に大爆発を起こし、試作車が失われこの駆動方式での開発は中止となった。残った一輌は、IS-4用の機械式トランスミッションの試験に用いられた。

## 登場作品
『World of Tanks』（オンラインゲーム）
ソ連課金重戦車IS-6として登場。
また、計画段階車両としてObj252Uとしても登場。
『War Thunder』（オンラインゲーム）
ソ連課金戦車IS-6として登場。